# 現実歪曲空間
現実歪曲空間（げんじつわいきょくくうかん、英: reality distortion field、RDF）は、1981年にApple Computerのバド・トリブルが、 同社の共同創設者スティーブ・ジョブズのカリスマ性およびMacintoshプロジェクトに従事する開発者への影響を言い表すために考案した造語である。
トリブルは、この言葉は『スタートレック』に由来すると主張している。後にこの用語は、観客やAppleのコンピュータや製品の献身的な利用者がジョブズの基調講演を受け止めるありさまを言い表すためにも利用された。
アンディ・ハーツフェルドによると、RDFはジョブズの魅力、カリスマ性、虚勢、誇張、マーケティング、宥和政策、持続性をもって、ジョブズ自身と他人に、ほとんどどんな考えでも吹き込む能力であるという。RDFにより、実現困難性についての規模感や距離感を歪ませ、今手元にある作業が容易に実行可能な気になると言われている。RDFは非現実的と非難されてきたが、 ジョブズに近い人々によると、不可能と見えたことが実現できたことで、実は最初から実現可能だったのだという感覚が作りだされた具体例が幾つもあるという。同様に、ジョブズが周りの人々に蒔いた楽天主義は、後の同僚やファンたちの忠誠心の元となった。
RDFは、さまざまな出来事の集団的な記憶と偽り、事実でない事をジョブズが提示する理由とも言われた。
また、競合他社がAppleを批判するときにも利用される。リサーチ・イン・モーションの公式BlackBerryブログにおいて、ジム・ボルシリーは、自分の記事を紹介するときに「Appleの歪曲空間外に住む我々のため」と述べた。
ジョブズの現実歪曲空間は『ディルバート』でもパロディ化された。 ディルバートは現実歪曲空間発生器を発明し、その前のコマでiPhoneの欠点をパロディ化して述べたあと、ドグバートが基調講演を行う時に使用された。2011年のジョブズの伝記 『スティーブ・ジョブズ』 の第3章において、伝記作家ウォルター・アイザックソンは、1972年頃、ジョブズがリード大学に通っていたころ、ロバート・フリードランドが「ジョブズに現実歪曲空間を教えた」と述べた。
この用語は、製造業においてジョブズ以外の管理者やリーダーにおいても、従業員に製品全体あるいは市場での競争力は考えずに、プロジェクトに心身ともに捧げるように仕向けるために使われるところまで来ている。また、誰とも関連していない製品についての誇大広告に関連して使用されている。ビル・クリントンのカリスマ性は、過去、現実歪曲空間と呼ばれていた。